# Milan Stanković
Milan Stanković (Servisch: Милан Станковић) (Belgrado, 9 september 1987) is een Servische zanger.

## Carrière
De carrière van Milan Stanković begon in 2007, toen hij deelnam aan de talentenjacht Zvezde Granda. Hij kwam in de finale en werd vierde. Dankzij opvallende stylings en zijn levenslustige voorkomen viel Stanković snel op en vergaarde hij een publiek van fans.
Zijn debuutalbum Solo werd een groot succes. In mei 2009 waren er al 50.000 exemplaren van verkocht.
In 2010 vertegenwoordigde hij Servië op het Eurovisiesongfestival 2010 in de Noorse hoofdstad Oslo. Hij trad aan met het volledig in het Servisch gezongen nummer Ovo je Balkan ("Dit is de Balkan"), geschreven door Goran Bregović. Met dit lied eindigde Milan in de halve finale op de vijfde plaats, waarmee hij zich kwalificeerde voor de finale. In de finale werd hij namens Servië vervolgens dertiende, met 72 punten.

## Discografie

### Albums
- Solo (2009)
- Milan (2015)

### Singles
- Ovo je Balkan (2010)
- Balkaneros (2010)
- Perje (2011)
- Mama (2012)
- Od mene se odvikavaj (2013)
- Luda ženo (2014)
- Nisi mu ti žena (2015)
- Gadure (2015)
- Faktor rizika (2015)
- Nešto protiv ljubavi (2015)
- Kao nikad, kao nekad (2015)
- Ego (2017)
- ‘’Predrag, ljubavi moja’’ (2018)

2007: Marija Šerifović · 
2008: Jelena Tomašević feat. Bora Dugić · 
2009: Marko Kon & Milaan · 
2010: Milan Stanković · 
2011: Nina Radojčić · 
2012: Željko Joksimović · 
2013: Moje 3 · 
2015: Bojana Stamenov · 
2016: Sanja Vučić · 
2017: Tijana Bogićević · 
2018: Sanja Ilić & Balkanika · 
2019: Nevena Božović · 
2021: Hurricane · 
2022: Konstrakta · 
2023: Luke Black · 
2024: Teya Dora · 
2025: Princ